# Ángel González Álvarez
Ángel González Álvarez (Magaz de Cepeda, León, 11 de agosto de 1916 - Madrid, 29 de junio de 1991) fue un filósofo español y profesor de Metafísica que desarrolló su actividad en Argentina y España. Fue director general de Enseñanza Media (1962-1967), secretario general del CSIC (1967-1973) y rector de la Universidad Complutense (1973-1976).

## Biografía
Nacido en Magaz de Cepeda (León) en 1916, estudió bachillerato en el Instituto de Enseñanza Media de Ponferrada y magisterio en la Escuela Normal de León. Tras la guerra civil, realizó los cursos de comunes en la Facultad de Filosofía y Letras en la Universidad de Valladolid, y la especialidad de filosofía en la Universidad de Madrid. Se doctoró en dicha universidad, con la tesis El tema de Dios en la filosofía existencial, defendida el 14 de marzo de 1945 y dirigida por Juan Francisco Yela Utrilla. En la capital de España residió en el Colegio Mayor Cisneros.

## Carrera profesional
En 1943 ingresó en el cuerpo de catedráticos de Institutos Nacionales de Enseñanza Media tras ganar en oposición la cátedra de Filosofía del Instituto de la Coruña, pasando más tarde al Ramiro de Maeztu de Madrid. Durante el curso 1944-45 entró en la Universidad de Madrid como ayudante de lógica, y en 1946 obtuvo la Cátedra de Metafísica de la Universidad de Murcia. 
Tres años más tarde se desplazó a Argentina, donde colaboró en la fundación y desarrollo del Instituto de Cultura Hispánica, ejerció como profesor de Metafísica de la Universidad de Cuyo (Mendoza), fue director del Instituto de Filosofía y Disciplinas Auxiliares en esta última Universidad entre 1948 y 1953. En 1950 fundó y presidió la Sociedad Cuyana de Filosofía. En 1954 ocupó la cátedra de Metafísica (Ontología y Teodicea) en la Universidad de Madrid, que ocupó hasta su jubilación en 1985.
Ocupó numerosos cargos: Secretario de la Facultad de Filosofía y Letras (1957-62), director general de Enseñanza Media (1962-1967) en el equipo del Ministerio de Educación regentado por Manuel Lora Tamayo, presidente de los patronatos Raimundo Lulio y Menéndez Pelayo del Consejo Superior de Investigaciones Científicas (1964-67), Secretario General del CSIC (1967-1973) y rector de la Universidad Complutense (1973-1976). En razón de este último cargo fue procurador en Cortes (ya lo había sido en representación del CSIC, 1967-1973) y fue elegido consejero del Reino (1973-1976). 
Fue también director del Instituto Luis Vives de Filosofía del CSIC, vicedirector de la revista Arbor y director de la Biblioteca Hispánica de Filosofía publicada por la editorial Gredos. El 11 de noviembre de 1959 ingresó en la Real Academia de Ciencias Morales y Políticas. También fue procurador en Cortes y Consejero del Banco de Crédito a la Construcción. En 1963 impulsó la Primera Convivencia Española de Filósofos Jóvenes.
En 1966 recibió la Gran Cruz de la Orden Civil de Alfonso X el Sabio.En 1973 recibió la distinción de "Leonés del año", otorgada por la cadena SER. En la actualidad, la Fundación Universitaria Española acoge el seminario permanente de Pensamiento "Ángel González Álvarez".
Falleció en 1991 tras una enfermedad que lo mantuvo alejado de la actividad intelectual.

### Obras de Ángel González Álvarez
- Historia de la Filosofía en cuadros esquemáticos, EPESA, Madrid 1946 (7ª edición: Madrid 1972).
- Introducción a la Metafísica, Universidad Nacional de Cuyo 1951, 393 págs. (2ª ed. Editorial Escuela Española, Madrid 1955).
- Filosofía de la educación, Universidad Nacional de Cuyo 1952, 250 págs.
- Introducción a la filosofía, EPESA, Madrid 1953, 355 págs.
- Manual de historia de la filosofía, Gredos, Madrid 1957, 2 vols.
- "El problema de la finitud". Discurso de ingreso en la Real Academia de Ciencias Morales y Políticas. Contestación de Juan Zaragüeta, Madrid 1959, 38 págs.
- Tratado de Metafísica. Ontología, Gredos, Madrid 1961, 456 págs.
- Tratado de Metafísica. Teología natural, Gredos, Madrid 1961, 550 págs.
- Juan Pablo II y el humanismo cristiano, Fundación Universitaria Española, Madrid 1982, 368 págs.